# Agrostis comosa
Agrostis comosa é uma espécie de gramínea do gênero Agrostis, pertencente à família Poaceae.